# Целентники (Нижньосілезьке воєводство)
Целентники (пол. Cielętniki) — село в Польщі, у гміні Завоня Тшебницького повіту Нижньосілезького воєводства.
Населення — 109 осіб (2011).
У 1975-1998 роках село належало до Вроцлавського воєводства.

## Демографія
Демографічна структура станом на 31 березня 2011 року:
|          | Загалом | Допрацездатний вік | Працездатний вік | Постпрацездатний вік |
| -------- | ------- | ------------------ | ---------------- | -------------------- |
| Чоловіки | 47      | 3                  | 37               | 7                    |
| Жінки    | 62      | 10                 | 39               | 13                   |
| Разом    | 109     | 13                 | 76               | 20                   |